# 哈罗德·阿伦
哈罗德·阿伦（Harold Arlen，出生时名为Hyman Arluck，即海曼·阿勒克，1905年2月15日—1986年4月23日）是一位美国流行音乐作曲家，他创作了500多首歌曲，其中许多歌曲在全世界都广为人知。除了为1939年的电影《绿野仙踪》创作了《彩虹之上》（叶·哈伯格作词）等歌曲，阿伦还为《大美利坚歌曲集》做出了卓越贡献。《彩虹之上》在美国唱片业协会和国家艺术基金会评选的20世纪歌曲中排名第一。

## 生活与事业
阿伦出生在美国纽约州的布法罗，是一位犹太哈赞（领唱者）的儿子。他的孪生兄弟第二天便夭亡。他年少时学过钢琴，年轻时组建过乐队，并作为钢琴师和歌手在当地取得了一些成功。在二十岁出头，他搬到了纽约市，在那里为歌舞杂耍担任伴奏，并改名为哈罗德·阿伦。在1926至1934年左右，阿伦偶尔作为乐队歌手出现在布法罗人（The Buffalodians）、红尼科尔斯、乔·韦努蒂、利奥·莱斯曼和艾迪·杜钦的唱片中，演唱的通常是他自己的作品。
1929年，阿伦创作了他的第一首著名歌曲《快乐起来》（泰德·科勒作词）。在1930年代早中期，阿伦和科勒为哈莱姆热门的夜总会棉花俱乐部，以及百老汇音乐剧和好莱坞歌舞片编写节目。阿伦和科勒共同创作了许多热门歌曲，包括大家熟悉的《让我们相爱》和《暴风雨天气》。阿伦继续作为钢琴师和歌手表演，并取得了一些成功，最著名的是与利奥·莱斯曼的社会舞蹈管弦乐队录制的唱片。
1930年代中期，阿伦结了婚，有越来越多的时间住在加利福尼亚，为电影音乐剧创作。正是在这段时间，他开始与词作家叶·哈伯格合作。1938年，米高梅聘请他们为《绿野仙踪》创作插曲，其中最著名的是《彩虹之上》，他们凭该曲获得了奥斯卡最佳原创歌曲奖。他们还为1937年的百老汇演出《什么万岁！》创作了《为爱打倒》，为格劳乔·马克思1939年的《在马戏团》创作了《纹身女子莉迪亚》，为埃塞尔·沃特斯1943年的电影《月宫宝盒》创作了《幸福的名字叫做乔》。
《绿野仙踪》的主演雷·博格是阿伦的老朋友和曾经的室友。
1940年代，他与词作家约翰尼·默瑟合作，继续创作了一批热门歌曲，包括：《深夜布鲁斯》、《在这世界之外》、《那古老的黑魔法》、《强——调——积极的一面》、《帽子挂哪里，哪里就是家》、《下雨还是晴天》和《一件给我的宝贝（还有一件路上用）》。
阿伦创作了朱迪·加兰职业生涯中的两首标志性歌曲：《彩虹之上》和《走开的男人》，后者是为1954年版电影《星海浮沉錄》而作。在著名的1961年卡内基大厅音乐会上，加兰在演唱了阿伦的一组歌曲后，向观众席中的阿伦致谢，并请他上台接受掌声。
1966年，阿伦录制了他作为歌手的首张专辑《哈罗德唱阿伦（与朋友一起）》。芭芭拉·史翠珊在两首歌里为他伴唱。

## 结婚与去世
阿伦与安雅·塔兰达在1937年1月6日结婚，他们的父母均表示反对，因为阿伦是犹太人，而塔兰达是外邦人。1951年，安雅被收容七年，并于1970年死于脑瘤。阿伦从未再婚，并于1986年4月23日在他位于曼哈顿的公寓去世，他死于癌症，享年81岁。阿伦被安葬在纽约哈茨代尔的芬克里夫墓园，他妻子的旁边。阿伦去世后，欧文·柏林在悼念活动中总结了他的一生，他说：“他不像我们某些人那样出名，但他是比我们大多数人更好的作曲家，会被我们所有人铭记。”
阿伦在去世前不久，收养了他弟弟朱利叶斯·“杰瑞”·阿勒克（Julius "Jerry" Arluck）22岁的成年儿子，这样他的遗产就有了继承人，从而延续了他的版权。塞缪尔·阿伦（Samuel Arlen）经营着一家拥有阿伦曲目版权的公司。

## 时间线
- 1905年，阿伦出生于纽约州布法罗

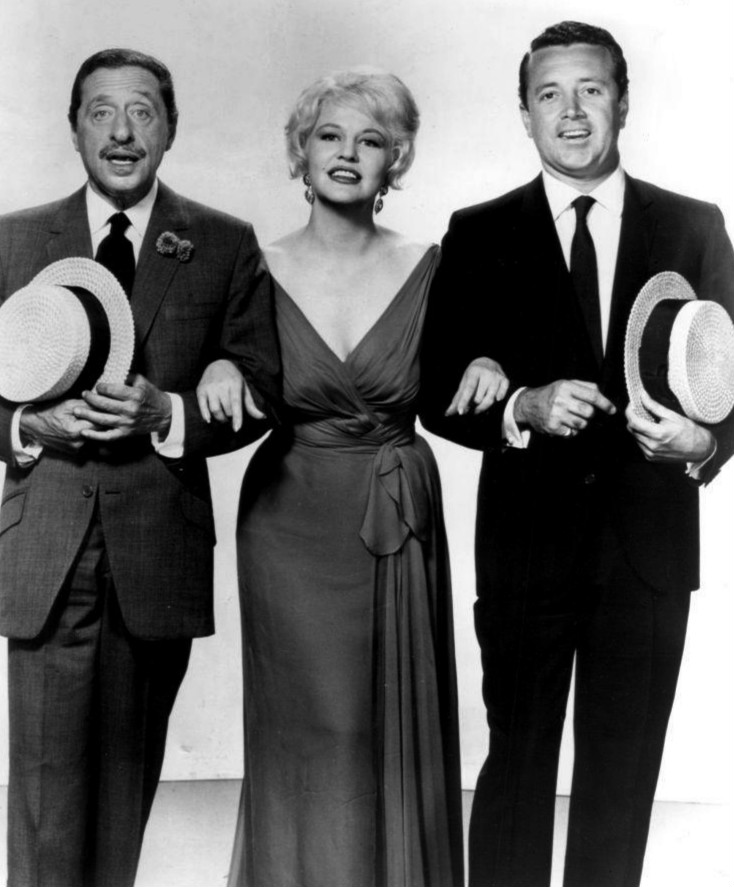
1961年，阿伦（左）与佩姬·李和维克·达蒙一起表演

- 1920年（15岁），组建了其第一支专业乐队——海曼·阿勒克的活泼三重奏（Hyman Arluck's Snappy Trio）。
- 1921年（16岁），违背父母的意愿离家出走。
- 1923年（18岁）夏，与其新乐队——南行洗牌机（The Southbound Shufflers）一起，在水晶海滩（英语：Crystal Beach, New York）湖船“加拿戴安娜”（Canadiana）上表演。
- 1924年（19岁）夏，在湖滨庄园（Lake Shore Manor）演出。
- 1924年（19岁），写了其第一首歌，与朋友海曼·谢菲兹（Hyman Cheiffetz）合作创作了《我的女孩，我的朋友》（My Gal, My Pal）。这首歌在登记版权时，名为《我的女孩，请回到我身边好吗？》（My Gal, Won't You Please Come Back to Me?），作词谢菲兹，作曲哈罗德·阿勒克。
- 1925年（20岁），与“布法罗人”（The Buffalodians）乐队一起前往纽约，阿伦演奏钢琴。
- 1926年（21岁），首次发表歌曲，署名哈罗德·阿勒克，与迪克·乔治（Dick George）合作，创作了《小鱼叉（布鲁斯幻想曲）》（Minor Gaff (Blues Fantasy)）。
- 1928年（23岁），海曼（或柴姆（Chaim，希伯来语名字，意为生命））·阿勒克改名为哈罗德·阿伦。
- 1929年（24岁），在音乐剧《伟大的一天》（The Great Day）中担任可基·乔（Cokey Joe）的演唱和表演角色。
- 1929年（24岁），创作了其第一首广为人知的歌曲——《快乐起来》——署名哈罗德·阿伦。
- 1929年（24岁），与乔治和亚瑟·皮安塔多西（George and Arthur Piantadosi）公司签订了为期一年的歌曲创作合同。
- 1930—1934年（25—29岁），为棉花俱乐部作曲。
- 1933年（28岁），在一次聚会上，与搭档泰德·科勒（英语：Ted Koehler）一起创作了主打歌曲《暴风雨天气》（Stormy Weather）。
- 1934年（29岁），与泰德·科勒一起，最后一次参加棉花俱乐部游行，并为此创作了《不正经的风（英语：Ill Wind (Arlen-Koehler song)）》（Ill Wind (You're Blowin' Me No Good)），由阿德莱德·霍尔（英语：Adelaide Hall）演唱。[10]
- 1935年（30岁），在与塞缪尔·戈德温签约为电影《粉红粉红（英语：Strike Me Pink (film)）》创作歌曲后，回到加利福尼亚。
- 1937年（32岁），为百老汇音乐剧《万岁什么！（英语：Hooray for What!）》作曲。娶了22岁的安雅·塔兰达（英语：Anya Taranda）结婚，她是著名的鲍尔斯机构（英语：John Robert Powers）（Powers Agency）模特，前厄尔·卡罗尔（英语：Earl Carroll）和巴斯比·伯克利（英语：Busby Berkeley）的表演女郎、演员，以及最初的“布雷克女郎（英语：Breck Shampoo#Breck Girls）”之一。
- 1938年（33岁），米高梅聘请他为《绿野仙踪》作曲。
- 1938年（33岁），在好莱坞沿着日落大道驾车，并停在施瓦布药店（英语：Schwab's Pharmacy）前时，他想出了歌曲《彩虹之上》。
- 1941年（36岁），创作了《深夜布鲁斯（英语：Blues in the Night）》。
- 1942年（37岁），与约翰尼·默瑟（英语：Johnny Mercer）一起，创作了他最著名的歌曲之一《那古老的黑魔法（英语：That Old Black Magic）》。
- 1943年（38岁），创作了《我的光辉时刻（英语：My Shining Hour）》
- 1944年（39岁），在与歌曲创作搭档约翰尼·默瑟开车时，创作了歌曲《强调积极的一面（英语：Ac-Cent-Tchu-Ate the Positive）》。
- 1945年10月（40岁），用一个晚上，与约翰尼·默瑟创作了歌曲《下雨还是晴天（英语：Come Rain or Come Shine）》。
- 1949年（44岁），与拉尔夫·布兰（英语：Ralph Blane）合作，为《我的蓝色天堂（英语：My Blue Heaven (1950 film)）》作曲。
- 1950年（45岁），与老朋友约翰尼·默瑟合作，为电影《娇小的女孩（英语：The Petty Girl）》创作了歌曲《花式免费》（Fancy Free）。
- 1951年（46岁），妻子安雅被收入疗养院，在那里住了7年。
- 1952年（47岁），在电影《农夫娶妻（英语：The Farmer Takes a Wife (1953 film)）》中，与多萝西·菲尔兹（英语：Dorothy Fields）合作。
- 1953年（48岁），哈罗德的父亲康托·塞缪尔·阿勒克（Cantor Samuel Arluck）去世。
- 1954年（49岁），在音乐片《星海浮沉錄》中，朱迪·加兰主演并演唱了《走开的男人》，该曲由哈罗德·阿伦与艾拉·格什温共同创作，并已成为经典之作。
- 1954年（49岁），因溃疡出血而病危住院，但康复后在音乐剧《花房（英语：House of Flowers (musical)）》中与杜鲁门·卡波特合作。
- 1958年（53岁），他母亲西莉亚·阿勒克（Celia Arluck）去世，哈罗德为她哀悼，一年多没有接触音乐。
- 1962年（56岁），为动画音乐片《Gay Purr-ee（英语：Gay Purr-ee）》作曲，作词是叶·哈伯格。
- 1970年（65岁），阿伦的妻子安雅·塔兰达死于脑瘤。阿伦开始对生活失去兴趣，远离朋友和家人，变得更加离群。
- 1974年（69岁），美国广播公司情景喜剧《纸月亮（英语：Paper Moon (American TV series)）》的主题曲是根据同名歌曲改编的，原曲即是由阿伦和叶·哈伯格于1932年创作的。该剧改编自彼得·博格丹诺维奇1973年的同名电影，电影中使用的也是同一首歌曲。
- 1979年（74岁），入选美国戏剧名人堂。[11]
- 1985年（80岁），收养了弟弟杰瑞·阿勒克与丽塔·阿勒克的儿子塞缪尔（“Sammy”，即“萨米”），作为儿子和主要继承人。
- 1986年（81岁），哈罗德·阿伦在纽约去世，安葬于纽约州哈茨代尔的芬克里夫墓园，他妻子的旁边。

## 百老汇作品
| 英文原名                            | 中文译名              | 年份 | 类型       | 分工                      | 备注                 |
| ----------------------------------- | --------------------- | ---- | ---------- | ------------------------- | -------------------- |
| Earl Carroll's Vanities             | 厄尔·卡罗尔的虚荣心   | 1930 | 娱乐剧     | 特约作曲                  | 1930版               |
| You Said It                         | 你说的                | 1931 | 音乐剧     | 作曲                      |                      |
| Earl Carroll's Vanities             | 厄尔·卡罗尔的虚荣心   | 1932 | 娱乐剧     | 与泰德·科勒共同作词、作曲 | 1932版               |
| Americana                           | 阿美利加娜            | 1932 | 娱乐剧     | 特约作曲                  |                      |
| George White's Music Hall Varieties | 乔治·怀特的音乐厅综艺 | 1933 | 娱乐剧     | 共同作曲                  |                      |
| Life Begins at 8:40                 | 生活开始于8:40        | 1934 | 娱乐剧     | 作曲                      |                      |
| The Show is On                      | 演出开始了            | 1936 | 娱乐剧     | 特约作曲                  |                      |
| Hooray for What!                    | 万岁什么！            | 1937 | 音乐剧     | 作曲                      |                      |
| Bloomer Girl                        | 灯笼裤女孩            | 1944 | 音乐剧     | 作曲                      |                      |
| St. Louis Woman                     | 圣路易斯女人          | 1946 | 音乐剧     | 作曲                      |                      |
| House of Flowers                    | 花房                  | 1954 | 音乐剧     | 作曲和共同作词            |                      |
| Mr. Imperium                        | 帝国先生              | 1951 | 电影音乐剧 | 特别作曲                  |                      |
| Jamaica                             | 牙买加                | 1957 | 音乐剧     | 作曲                      | 托尼奖最佳音乐剧提名 |
| Saratoga                            | 萨拉托加              | 1959 | 音乐剧     | 作曲                      |                      |

## 主要歌曲
| 英文原名                                    | 中文译名                         | 作词                       |
| ------------------------------------------- | -------------------------------- | -------------------------- |
| A Sleepin' Bee                              | 一只睡觉的蜜蜂                   | 哈罗德·阿伦和杜鲁门·卡波特 |
| Ac-Cent-Tchu-Ate the Positive               | 强——调——积极的一面               | 约翰尼·默瑟                |
| Any Place I Hang My Hat Is Home             | 帽子挂哪里，哪里就是家           | 约翰尼·默瑟                |
| As Long as I Live                           | 只要我活着                       | 泰德·科勒                  |
| Between the Devil and the Deep Blue Sea     | 恶魔与深蓝海之间                 | 泰德·科勒                  |
| Blues in the Night                          | 深夜布鲁斯                       | 约翰尼·默瑟                |
| Come Rain or Come Shine                     | 下雨还是晴天                     | 约翰尼·默瑟                |
| Ding-Dong! The Witch Is Dead                | 叮咚！女巫死了                   | 叶·哈伯格                  |
| Down with Love                              | 为爱打倒                         | 叶·哈伯格                  |
| For Every Man There's a Woman               | 每个男人都有一个女人             | 利奥·罗宾                  |
| Get Happy                                   | 快乐起来                         | 泰德·科勒                  |
| Happiness Is a Thing Called Joe             | 幸福的名字叫做乔                 | 叶·哈伯格                  |
| Hit the Road to Dreamland                   | 踏上梦想之路                     | 约翰尼·默瑟                |
| 爱情万岁                                    | 利奥·罗宾                        |                            |
| I Could Go On Singing                       | 我可以继续唱歌                   | 叶·哈伯格                  |
| If I Only Had a Brain                       | 如果我只有大脑                   | 叶·哈伯格                  |
| I Had Myself A True Love                    | 我有自己的真爱                   | 约翰尼·默瑟                |
| I Gotta Right to Sing the Blues             | 我必须有权唱布鲁斯               | 泰德·科勒                  |
| I Love a Parade                             | 我爱游行                         | 泰德·科勒                  |
| Ill Wind                                    | 不正经的风                       | 泰德·科勒                  |
| I Never Has Seen Snow                       | 我从未见过雪                     | 哈罗德·阿伦和杜鲁门·卡波特 |
| It Was Written in the Stars                 | 它被写在星星上                   | 利奥·罗宾                  |
| I've Got the World on a String              | 我用绳子抓住了世界               | 泰德·科勒                  |
| It's Only a Paper Moon                      | 它只是一个纸月亮                 | 叶·哈伯格和比利·罗斯       |
| I Wonder What Became of Me                  | 我想知道我变成了什么             | 约翰尼·默瑟                |
| Last Night When We Were Young               | 昨夜我们还年轻                   | 叶·哈伯格                  |
| Let's Fall in Love                          | 让我们相爱                       | 泰德·科勒                  |
| Let's Take a Walk Around the Block          | 我们绕着街区走走吧               | 艾拉·格什温和叶·哈伯格     |
| Like a Straw in the Wind                    | 就像风中的稻草                   | 泰德·科勒                  |
| Lydia the Tattooed Lady                     | 纹身女子莉迪亚                   | 叶·哈伯格                  |
| My Shining Hour                             | 我的光辉时刻                     | 约翰尼·默瑟                |
| On the Swing Shift                          | 摇来摇去                         | 约翰尼·默瑟                |
| One for My Baby (and One More for the Road) | 一件给我的宝贝（还有一件路上用） | 约翰尼·默瑟                |
| Out of This World                           | 在这世界之外                     | 约翰尼·默瑟                |
| Over the Rainbow                            | 彩虹之上                         | 叶·哈伯格                  |
| Right As The Rain                           | 就像雨                           | 叶·哈伯格                  |
| Sing My Heart                               | 唱出我心                         | 泰德·科勒                  |
| So Long, Big Time!                          | 那么长，大时代！                 | 多莉·兰登                  |
| Stormy Weather                              | 暴风雨天气                       | 泰德·科勒                  |
| That Old Black Magic                        | 那古老的黑魔法                   | 约翰尼·默瑟                |
| The Man That Got Away                       | 走开的男人                       | 艾拉·格什温                |
| This Time the Dream's on Me                 | 这次梦到我                       | 约翰尼·默瑟                |
| What's Good About Goodbye?                  | 再见有啥好？                     | 利奥·罗宾                  |
| When the Sun Comes Out                      | 当太阳出来时                     | 泰德·科勒                  |

## 电影
- 2003年《暴风雨天气：哈罗德·阿伦的音乐（英语：Stormy Weather: The Music of Harold Arlen）》（拉里·温斯坦（英语：Larry Weinstein）导演）

## 传记
- 爱德华·雅布隆斯基（英语：Edward Jablonski）.  [哈罗德·阿伦：快乐布鲁斯]. 道布尔戴出版社. 1961. ASIN B0007DP988 （英语）.
- 爱德华·雅布隆斯基.  [哈罗德·阿伦：节奏、彩虹与布鲁斯]. 新英格兰大学出版社（英语：University Press of New England）. 1996. ISBN 978-1555532635 （英语）.
- Rimler, Walter.  [走开的男人：哈罗德·阿伦的生平及歌曲]. 伊利诺伊大学出版社. 2015. ISBN 978-0252039461 （英语）.